# Eupelmidae
Die Eupelmidae bilden eine Hautflüglerfamilie innerhalb der Überfamilie der Erzwespen (Chalcidoidea).

## Taxonomie
Das Taxon geht auf den englischen Entomologen Francis Walker im Jahr 1833 zurück. Die Typusgattung ist Eupelmus  Dalman, 1820. Burks et al. (2022) führten aufgrund molekularbiologischer und morphologischer Studien eine Aufspaltung und Umgliederung der Pteromalidae sowie verwandter Erzwespenfamilien durch. Im Rahmen dieser Revision wurde die Gattung Eopelma ausgegliedert und als incertae sedis innerhalb der Chalcidoidea geführt. Weiterhin wurden die neu eingeführten Familien Metapelmatidae und Neanastatidae aus Teilen der Eupelmidae gebildet. Zusätzlich wurden mehrere Gattungen aus der Unterfamilie Calosotinae herausgelöst und der neu eingeführten Unterfamilie Eusandalinae zugeordnet.

## Merkmale
Die Weibchen sowie bei einigen Arten auch die Männchen weisen große und geteilte Mesopleuren auf. Der Gaster ist subsessil. Die Basis der mittleren Coxae befindet sich auf Höhe des Hinterrands der Mesopleuren. Der Prepectus ist normal ausgebildet, somit nicht vergrößert. Die männlichen Fühler weisen sieben Funikularglieder sowie ein einzelnes sehr kleines Ringglied (Anellus) auf.

## Verbreitung
Die Familie ist weltweit verbreitet.

## Lebensweise
Die meisten Eupelmidae sind solitäre idiobionte Ektoparasiten. Einige Arten sind fakultative Hyperparasiten. Zu den Wirten gehören u. a. Schmetterlinge, Gleichflügler, Hautflügler, Käfer, Netzflügler und Heuschrecken. Es werden auch Webspinnen parasitiert. Weiterhin gibt es in der Familie Eiparasitoide.

## Innere Systematik
Die Eupelmidae sind in folgende Unterfamilien gegliedert:
- Calosotinae – 3 Gattungen
- Eupelminae – 31 Gattungen
- Eusandalinae – 5 Gattungen